# 三星庄
三星庄為臺灣日治時期1920年10月至1945年10月間存在之行政區，轄屬台北州羅東郡。今宜蘭縣三星鄉、員山鄉中華村。

## 行政區劃
三星庄在清治時期及日治時期初期原屬浮洲堡、清水溝堡的庄及蕃地，在1896年6月23日隸屬臺北縣宜蘭支廳，在1897年6月10日隸屬宜蘭廳。1898年6月28日，隸屬「羅東辨務署」；同年7月15日，浮洲堡改隸新設的「羅東辨務署叭哩沙支署」。1900年10月1日，宜蘭廳分支機構「辦務署」改為「出張所」；同年12月17日，宜蘭廳實施街庄整併，三星地區整併為以下6庄：
- 浮洲堡：叭哩沙、阿里史庄、大洲庄、中溪洲庄、紅柴林庄
- 清水溝堡：尾塹

1901年1月11日，宜蘭廳的區管轄範圍調整，三星地區劃分為第8、10區；同年11月11日，宜蘭廳改設頭圍、羅東、叭哩沙支廳，三星地區隸屬「叭哩沙支廳」。1903年5月1日，三星地區改編為第9、10區。1905年7月6日，區的名稱由數字改為地名。1909年10月2日，部分宜蘭廳蕃地被新編為浮洲堡的「粗坑庄」，以及被併入叭哩沙庄、阿里史庄。1911年10月6日，叭哩沙支廳所轄清水溝堡「尾塹庄」改隸「羅東支廳」；同年11月10日，叭哩沙支廳粗坑庄的土名「雙連陂」改劃入宜蘭廳直轄大湖庄。
1920年10月1日，原堡里之行政區廢除，街庄改為大字，「叭哩沙」改稱「三星」；前述7庄合併為臺北州羅東郡「三星庄」，轄域內分為三星、阿里史、大洲、中溪洲、紅柴林、粗坑、尾塹等7個大字。1922年1月13日，羅東郡蕃地的大湖桶山（部分）被編入三星、阿里史，清水坑被編為「清水」大字，九芎湖、牛衝鬪、打馬崙鹿場、松羅溪（部分）被編為「九芎湖」大字；三星庄在1945年時下轄共9個大字。
- 三星大字下有「月眉」、「破布烏」、「天送埤」、「九芎湖」小字名
- 阿里史大字下有「阿里史」、「大湖」、「十九結」、「石頭圍」、「張公圍」、「大埔」、「大湖桶山」小字名
- 中溪洲大字下有「中溪洲」、「柏脚廍」、「葫蘆堵」小字名
- 紅柴林大字下有「紅柴林」、「八王圍」、「二萬五」
- 粗坑大字下有「再連」、「粗坑」、「冷水坑」、「破鐺坑」小字名
- 尾塹大字下有「尾塹」、「清洲」小字名
- 九芎湖大字下有「牛闘」、「玉蘭」小字名[14]。

二戰後，三星庄在1946年改為臺北縣羅東區三星鄉，在1950年改為宜蘭縣三星鄉。
| 原街庄                                                                                 | 1901年 | 1903年 | 1909年-1920年 | 1909年-1920年                              | 1922年-1945年 | 1922年-1945年 | 1946年- |
| 原街庄                                                                                 | 區     | 區     | 區            | 庄                                         | 庄            | 大字          | 鄉      |
| -------------------------------------------------------------------------------------- | ------ | ------ | ------------- | ------------------------------------------ | ------------- | ------------- | ------- |
| 天送埤庄、頂破布烏庄、下破布烏庄、頂紅瓦厝庄、下紅瓦厝庄、月眉庄、番婆洲庄             | 第8區  | 第9區  | 浮洲區        | 叭哩沙庄、大湖桶山（部分）                 | 三星庄        | 三星          | 三星鄉  |
| 石頭圍庄、阿里史庄、內外抵瑤埤庄、銃拒圍庄、十九結庄、九股庄、張公圍庄、瓦瑤庄、大埔庄 | 第8區  | 第9區  | 浮洲區        | 阿里史庄、大湖桶山（部分）                 | 三星庄        | 阿里史        | 三星鄉  |
| 大洲庄                                                                                 | 第8區  | 第9區  | 叭哩沙區      | 大洲庄                                     | 三星庄        | 大洲          | 三星鄉  |
| 中溪洲庄、牛藔庄、柏脚廍庄、葫蘆堵庄                                                   | 第8區  | 第9區  | 叭哩沙區      | 中溪洲庄                                   | 三星庄        | 中溪洲        | 三星鄉  |
| 新厝庄、紅柴林庄、利葉翼庄、涼汕洲庄、破鐤金庄、新廍庄、二萬五庄、八王圍庄             | 第8區  | 第9區  | 叭哩沙區      | 紅柴林庄                                   | 三星庄        | 紅柴林        | 三星鄉  |
| 蕃地                                                                                   | -      | -      | 叭哩沙區      | 粗坑庄                                     | 三星庄        | 粗坑          | 三星鄉  |
| 尾塹庄、清洲庄                                                                         | 第10區 | 第10區 | 清水溝區      | 尾塹庄                                     | 三星庄        | 尾塹          | 三星鄉  |
| 蕃地                                                                                   | -      | -      | -             | 清水坑                                     | 三星庄        | 清水          | 三星鄉  |
| 蕃地                                                                                   | -      | -      | -             | 九芎湖、牛衝鬪、打馬崙鹿場、松羅溪（部分） | 三星庄        | 九芎湖        | 三星鄉  |

## 庄長
- 潘豐灶：1920年至1930年（原任叭哩沙區書記）
- 松尾虎次：1931年至1932年
- 佐藤慶三郎：1933年至1937年（原任新竹州警務部衛生課衛生技手）
- 吉田彥三郎：1938年至1939年（曾任新莊郡役所警察課警部）
- 野口子之吉：1940年至1941年（原任礁溪庄長）
- 名越真吾：1942年至1945年（曾任宜蘭稅務出張所屬）[15]

## 人口
| 大字別 | 內地人 | 台灣人 | 中華民國人 | 小計(人) |
| ------ | ------ | ------ | ---------- | -------- |
| 三星   | 167    | 5,597  | 12         | 5,776    |
| 阿里史 | 12     | 2,833  |            | 2,845    |
| 大洲   | 23     | 1,901  |            | 1,924    |
| 中溪洲 |        | 1,057  | 1          | 1,058    |
| 紅柴林 | 12     | 2,558  |            | 2,570    |
| 粗坑   | 1      | 787    |            | 788      |
| 尾塹   |        | 1,259  | 2          | 1,261    |
| 清水   | 2      | 136    |            | 138      |
| 九芎湖 | 170    | 883    | 1          | 1,054    |
| 小計   | 387    | 17,011 | 16         | 17,414   |

## 設施

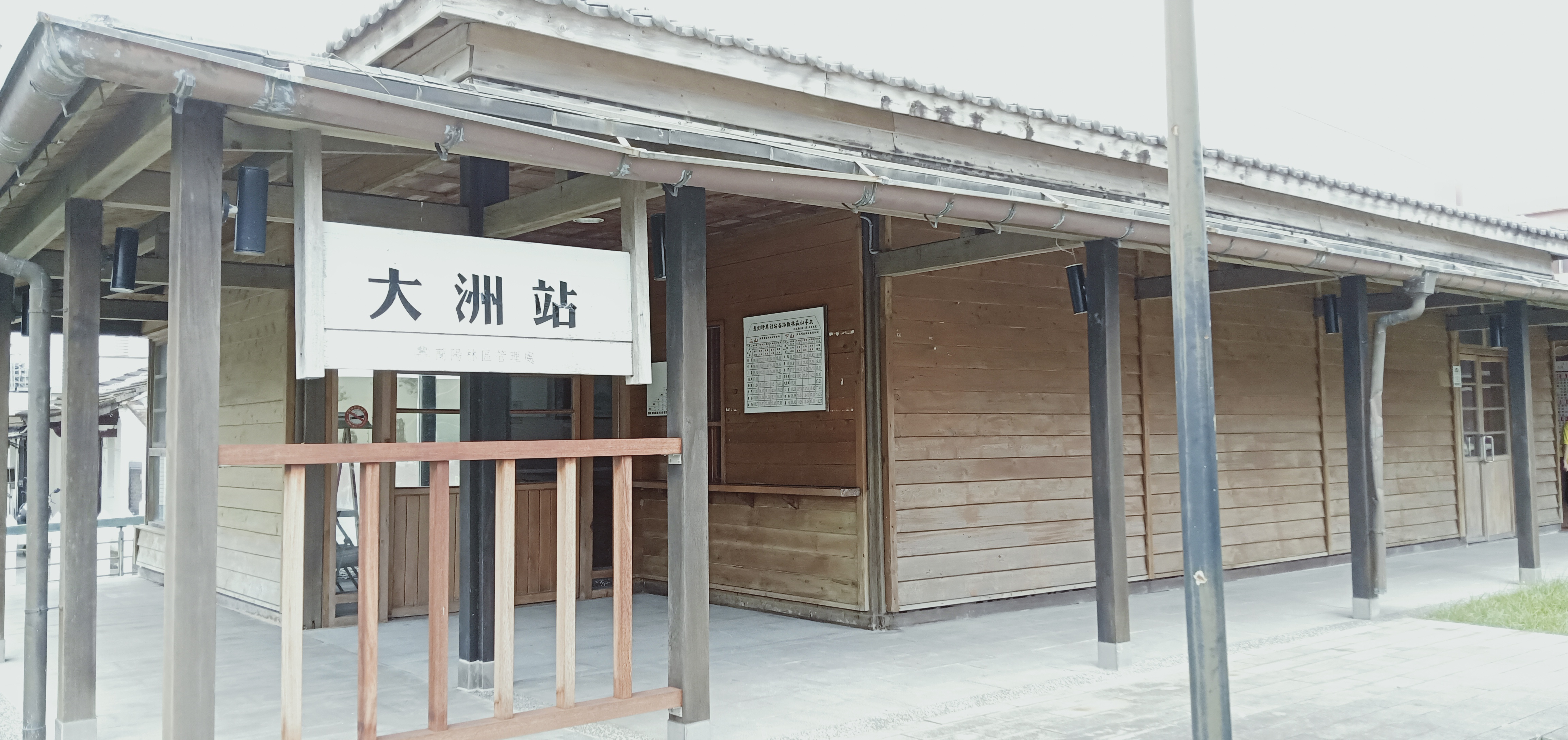
羅東森林鐵路大洲車站

- 三星庄役場（兩側有警察忠魂記念碑、天皇登基記念碑）
- 三星郵便局
- 專賣局宜蘭出張所三星收納詰所
- 三星尋常小學校→三星國民學校（原址今三星國中）
- 三星公學校→三星西國民學校（今三星國小）
- 大洲公學校→大洲國民學校（今大洲國小）
- 大洲國民學校紅柴林分教場→三星東國民學校（今萬富國小）

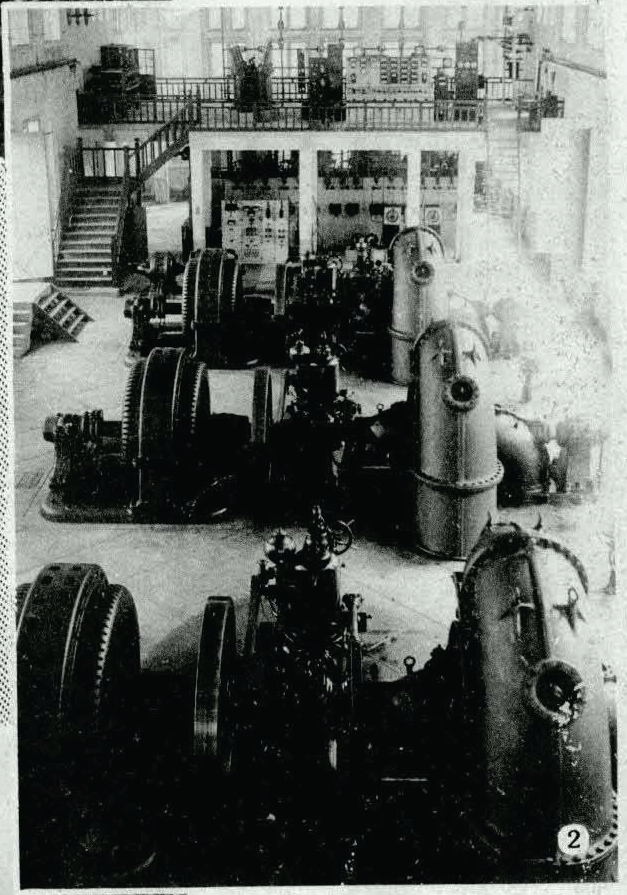
天送埤發電所發電室

- 三星信用組合（今三星地區農會）
- 臺灣電力株式會社天送埤發電所天送埤發電所發電室
- 臺灣電力株式會社三星散宿所
- 營林所羅東線
  - 大洲車站羅東森林鐵路大洲車站
  - 二萬五車站
  - 三星車站
  - 天送埤車站
  - 清水湖車站（舊稱清水驛）
  - 牛鬥車站
  - 樂水車站（舊稱濁水驛）